# Traité de Cambrai
Ne doit pas être confondu avec la paix de Cambrai de 1529.
Le traité de Cambrai du 10 décembre 1508 contenait une disposition publique et une disposition secrète.

## Détails du traité
La disposition publique prévoyait une alliance durable entre l'empereur Maximilien et le roi de France Louis XII, ouverte au pape, aux rois d'Angleterre, d'Aragon, de Hongrie, dirigée contre les Ottomans.
La disposition secrète prévoyait la constitution d'une ligue contre Venise. Les princes confédérés entreraient en campagne le 1er avril 1509. Aucun d'eux n'abandonnerait la guerre sans le consentement de ses alliés ou avant d'avoir repris aux Vénitiens ce que chacun réclamait, soit Ravenne, Cervia, Faenza et Rimini pour le pape Jules II ; Rovereto, Vérone, Padoue, Vicence, Trévise, le Frioul et l'Istrie pour Maximilien ; Brescia, Crémone et Bergame pour Louis XII ; Otrante, Trani, Brindisi et Gallipoli pour Ferdinand II d'Aragon.
Le duc de Ferrare, le marquis de Mantoue, Florence et le roi de Hongrie, qui réclamaient eux aussi la restitution de territoires, seraient soutenus dans leurs revendications, à condition de contribuer aux frais et à la guerre.
Pour mieux contraindre Venise à rendre ces possessions, le pape pourrait, s'il le fallait, lancer l'interdit sur le territoire vénitien.
Au terme de la campagne l'empereur Maximilien accorderait au roi de France une nouvelle investiture pour le duché de Milan, en comprenant tout ce qui aura été repris aux Vénitiens.